# Salwarpe
Salwarpe – wieś i civil parish w Anglii, w Worcestershire, w dystrykcie Wychavon. W 2011 roku civil parish liczyła 377 mieszkańców. Salwarpe jest wspomniana w Domesday Book (1086) jako Salewarpe.